# Uridine monophosphate synthétase
L'uridine monophosphate synthétase (UMPS) est une glycosyltransférase et une lyase qui catalyse successivement les réactions : 
1. orotate + phosphoribosylpyrophosphate  {\displaystyle \rightleftharpoons }  orotidine-5'-phosphate + pyrophosphate ;
2. orotidine-5'-phosphate  {\displaystyle \rightleftharpoons }  UMP + CO2.

Cette enzyme bifonctionnelle possède deux sous-unités catalytiques portant chacune une activité enzymatique distincte : la première, l'orotate phosphoribosyltransférase (EC 2.4.2.10), convertit l'acide orotique en orotidine monophosphate (OMP), puis la seconde, l'orotidine-5'-phosphate décarboxylase (EC 4.1.1.23), convertit l'OMP en uridine monophosphate (UMP) par décarboxylation. Ces deux activités enzymatiques sont portées par des protéines distinctes chez les levures et les bactéries mais par une enzyme bifonctionnelle chez les mammifères et les autres organismes multicellulaires.